# Ureter fissus
Der Ureter fissus ist eine Harnleiteranomalie mit zwei Harnleitern, aber nur einer Mündung in die Blase.
Es handelt sich um eine angeborene Anomalie, bei der eine Doppelanlage des Ureters vorliegt. Meist liegt dabei  eine Doppelniere oder ein gedoppeltes Nierenbecken vor. Aus der Niere entspringen zwei Harnleiter, die sich vor der Harnblase vereinigen, so dass, wie im Normalfall, nur eine Mündung (Ostium) existiert. Im Gegensatz dazu existieren beim Ureter duplex zwei komplett getrennte Harnleiter, also auch zwei Mündungen in die Blase.
Aufgrund einer asynchronen Peristaltik kann es vorkommen, dass der Urin von einem Harnleiter retrograd in den anderen zurückfließt und dort aufsteigt. Es entsteht ein uretero-ureteraler Rückfluss (Reflux), auch Jo-Jo-Phänomen genannt. Dabei kann es zu kolikartigen Beschwerden kommen.
Insgesamt hat der Ureter fissus nur selten Krankheitswert. Er kann jedoch bei Harnwegsinfektionen als komplizierender Faktor wirken.